# Islám v Rakousku

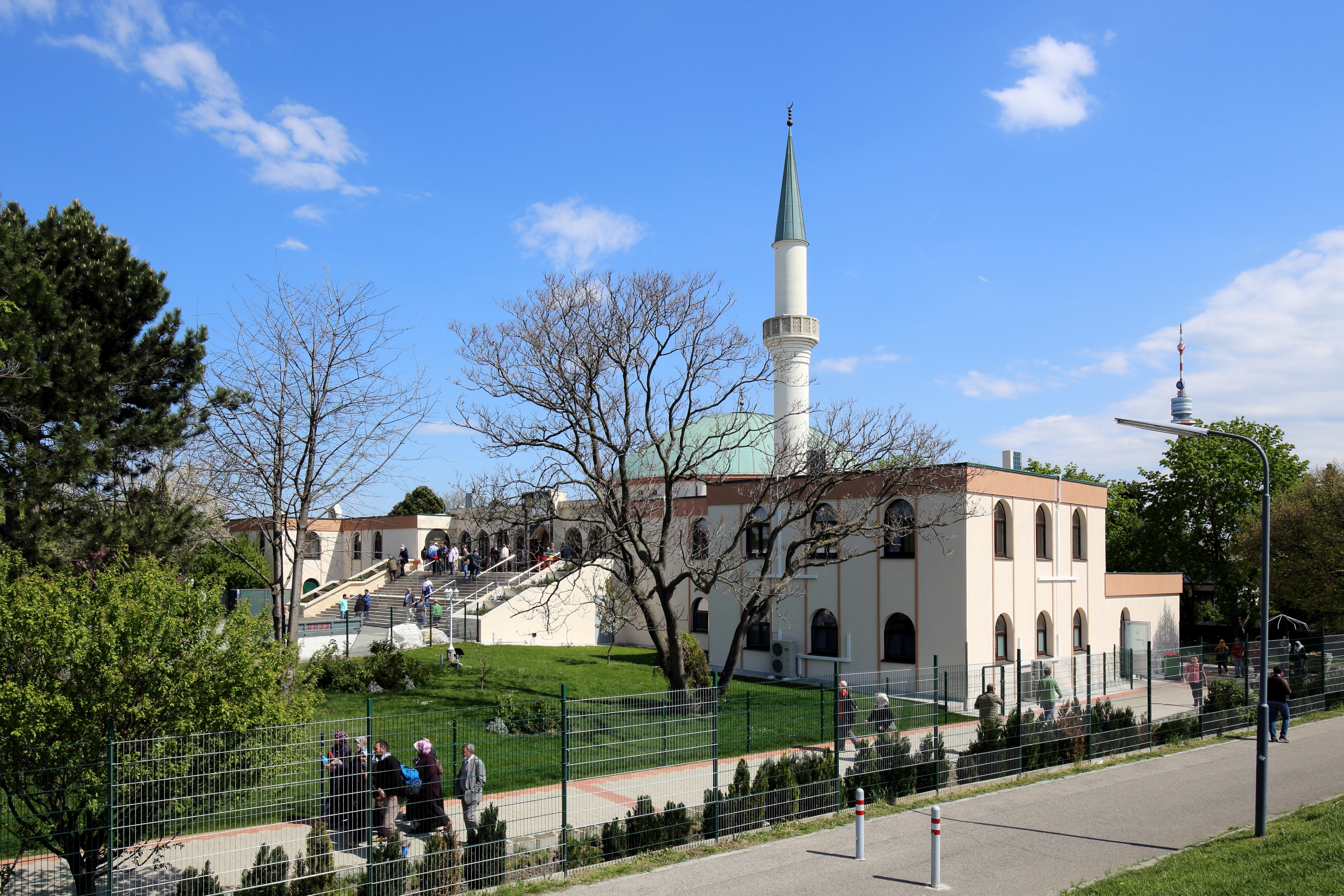
Islámské centrum Vídeň

Islám v Rakousku je po křesťanství druhým největším z praktikujících náboženství v Rakousku. Jedná se náboženství, jež je v této zemi plnohodnotně uznáváno již od roku 1912 a jež zaznamenává v posledních letech (tj. hodnocení k roku 2016/2017) vzrůstající přírůstek věřících. Nejvýznamnější islámské centrum se nachází ve Vídni (na obrázku).

## Demografie
Dle sdělení rakouského deníku Der Standard z druhé poloviny roku 2017 zaujímají muslimové v Rakousku 8 % tamější populace, což znamená, že se zde k islámské víře hlásí zhruba na 700 000 občanů, což je dle studie Vídeňského institutu pro demografii dvojnásobek oproti roku 2001. V roce 2024 se k islámu hlásilo 35 % žáků základních veřejných škol ve Vídni.

### Předpokládaný vývoj
Dle předpokládaných odhadů budou muslimové v Rakousku do roku 2030 tvořit až 10 % populace (tj. cca 1 milión), kolem roku 2050 by měli rakouští muslimové představovat 14 až 20% (tj. 1, 6 miliónů) rakouské populace.

### Hodnocení společnosti
Dle průzkumu rakouského institutu IMAS (německy Institut für Markt- Sozialanalysen) z roku 2010, který se na základě zadavatele dotazoval 1088 rakouských občanů starších 16 let, je 54 % občanů Rakouska „spíše proti“ výstavbě islámských svatostánků v zemi, 71 % z nich se také domnívá, že je islám neslučitelný s demokracií, svobodou a tolerancí, 72 % z nich si dále myslí, že tamější muslimové nevykazují dostatečnou ochotu přizpůsobiti se, 61 % pak dodává, že je Rakousko křesťanskou zemí a že by jí také mělo zůstati etc..
Dle průzkumu Linzer Market-Institut z roku 2015, jehož zadavatelem byl rakouský deník Die Presse, vyplývá, že se každý druhý občan Rakouska obává o zachování rakouské kultury z důvodů nárůstu vlivu islámu v zemi.

## Postavení na rakouské politické scéně

### Svobodná strana Rakouska (FPÖ)

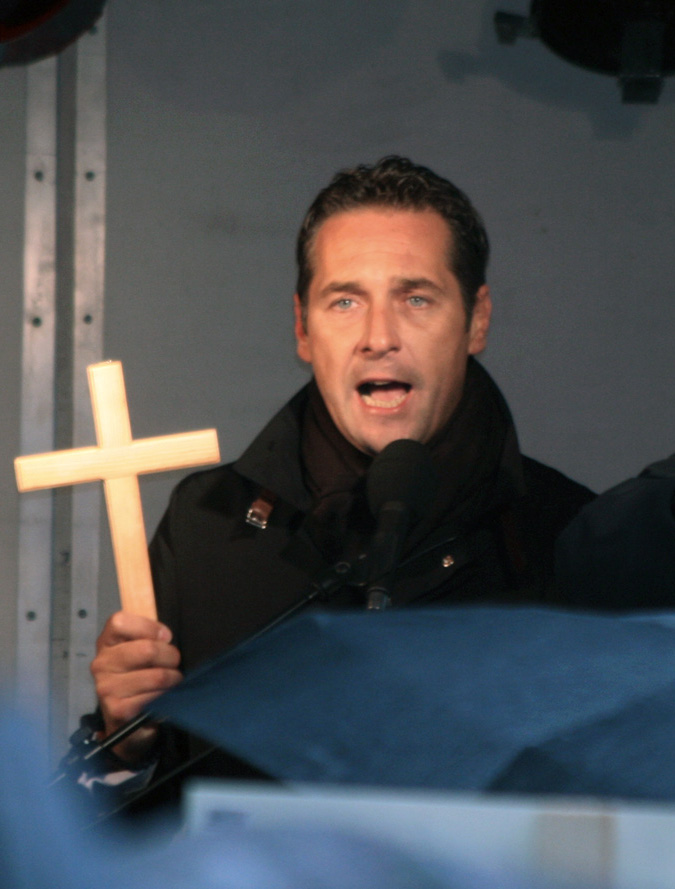
Heinz-Christian Strache (FPÖ)

Hlasitým kritikem islámu na rakouské politické scéně je již historicky Svobodná strana Rakouska (FPÖ), jež se proslavila v roce 1994 heslem „Když tedy mešita v Salcburku, pak také kostelík v Mekce“ (německy „Wenn schon eine Moschee in Salzburg, dann auch eine Kirche in Mekka“). Když Anas Schakfeh, prezident islámské náboženské obce v Rakousku (IGGÖ), vyslovil již v roce 2010 velkorysé přání, aby v následujících dvou třech dekádách stála v každém hlavním městě (německy Landeshauptstadt) devíti rakouských spolkových zemí jedna rozpoznatelná mešita s minaretem, iniciovala strana FPÖ ve Vídni plakátovou kampaň pod heslem Mehr Mut für unser "Wiener Blut" - Zu viel Fremdes tut niemanden gut!. V rámci předčasných parlamentních voleb do Národní rady v roce 2017 pak Heinz-Christian Strache dokonce prohlásil, že „islám k nám/do Rakouska nepatří“ (německy „Der Islam gehört nicht zu Österreich/uns“).

## Kontroverze

### Zahalování v Rakousku
Dne 1. října 2017 začal v Rakousku na celorepublikové úrovni platit zákon, jenž vešel ve platnost za úřadování dosluhující tzv. Velké koalice pod vedením kancléře Christiana Kerna (SPÖ) a zhruba dva týdny před plánovanými rakouskými parlamentními volbami, zakazující pod finančním trestem ve výši 150 euro zahalování obličeje na ulici (německy die Verschleierung, Vollverschleierung popř. Gesichtsverhüllung).

### Islámské mateřské školky
Dle studie rakouského univerzitního profesora Ednana Aslana vytvářejí islámské mateřské školky ve Rakousku tzv. „paralelní společnost“, čímž dochází nejenom k přetrhání vazeb s multikulturním prostředím, nýbrž také ke skutečnosti, že jsou dané mateřské školky pro děti od dvou do šesti let věku dítěte podporovány radikálními islámskými proudy. Dle vyjádření Sebastiana Kurze, rakouského ministra zahraničních věcí, z roku 2017 by takové školky neměly vůbec existovat, a to i z důvodu toho, že „jsou místem indoktrinace, sociální izolace a také příčinou, proč mají děti z přistěhovaleckých rodin nedostatky ve znalosti němčiny.“.

### Terorismus
Rakousko během 20. století zažilo několik islámských teroristických útoků, např. 29. srpna 1981, kdy Organizace Abú Nidala provedla útok na synagogu ve Vídni během obřadu Bar micva, při kterém přišli o život 2 lidé a dalších 30 bylo zraněno. Další byly útoky na letiště v Římě a ve Vídni provedené dne 27. prosince 1985. Sedm arabských teroristů přepadlo útočnými puškami a ručními granáty letiště v Římě v Itálii a Schwechat ve Vídni v Rakousku. Při obou útocích bylo zabito devatenáct civilistů včetně dítěte a 140 dalších zraněno předtím, než byli čtyři z teroristů zabiti zaměstnanci bezpečnostní služby El Al a místní policií, která zajala zbývající tři.
Od zhruba roku 2015 zachvátila evropské země jako Německo, Francii nebo Spojené království celá řada islámských teroristických útoků. Nevyhnuly se ani Rakousku - jen několik dní po útoku ve francouzském Nice z 29. října 2020, byly 2. listopadu 2020 spáchány teroristické útoky ve Vídni, v blízkosti stejně synagogy jako v roce 1981. Jeden z útočníků byl dvacetiletý Fejzulai Kujtim, potomek albánských přistěhovalců ze Severní Makedonie narozený ve Vídni. Ironickou pikantérií je to, že pouhé dva dny před útokem 31. října český poslanec Karel Schwarzenberg v rozhovoru pro rakouský plátek Tiroler Tageszeitung vedle zemí V4 za jejich přístup k problematice migrace zkritizoval i rakouského kancléře Sebastiana Kurze za podobný přístup a poukázal, že se muslimští migranti v Rakousku dle jeho vlastních slov „příkladně integrovali“. Útokům předcházel incident z 31. října 2020, kdy, dle serveru Kurier, do kostela sv. Antonína Paduánského ve Vídni vtrhla až padesátka mladých Turků, kteří začali mlátit a kopat do lavic a zpovědnic za křiku slov „Alláhu Akbar“ („Bůh je veliký“). Incident odsoudil jak rakouský ministr vnitra, tak rakouský kancléř Sebastian Kurz.